# 布里地区尚特卢
布里地区尚特卢（法語：Chanteloup-en-Brie，法語：[ʃɑ̃tlu ɑ̃ bʁi] ⓘ）是法国法蘭西島大區塞纳-马恩省的一个市镇，属于托尔西区。 

## 地理
布里地区尚特卢（48°51'18"N, 2°44'21"E）面积3.18 平方千米，位于法国法蘭西島大區塞纳-马恩省，该省份为法国北部内陆省份，北起瓦兹省，西接埃松省、马恩河谷省、塞纳-圣但尼省和瓦兹河谷省，南至卢瓦雷省，东南接约讷省，东临马恩省和奥布省，东北接埃纳省。
与布里地区尚特卢接壤的市镇（或旧市镇、城区）包括：比西圣乔治、贡杜瓦尔河畔孔什、若西尼、马恩河畔拉尼、蒙泰夫兰。

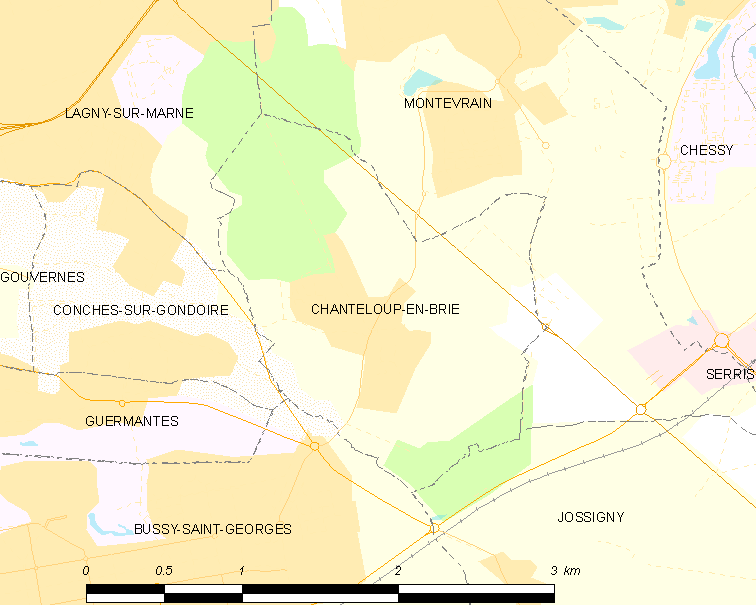
布里地区尚特卢的OSM定位图

布里地区尚特卢的时区为UTC+01:00、UTC+02:00（夏令时）。

## 行政
布里地区尚特卢的邮政编码为77600，INSEE市镇编码为77085。

## 政治
布里地区尚特卢所属的省级选区为马恩河畔拉尼县。

## 人口

1962-2008年间布里地区尚特卢人口变化图示

布里地区尚特卢于2022年1月1日时的人口数量为4166人。